# Ушковская Речка
Ушковская Речка — река на полуострове Камчатка в России. Протекает по территории Усть-Камчатского района. Длина реки — 18 км.
Начинается водоток с северо-западного склона вулкана Плоская Дальняя (старое название сопка Ушковская). Течёт в северо-западном направлении через берёзово-ольховый лес. В среднем течении пересыхает. Впадает в реку Камчатка справа на расстоянии 218 км от её устья в месте расположения заброшенной деревни Ушки.
По данным государственного водного реестра России относится к Анадыро-Колымскому бассейновому округу. Код водного объекта — 19070000112120000015899.